# Право на життя
Право на життя — це право, що належить до прав першого покоління. Поряд з іншими правами цієї групи, право на життя має найбільшу цінність для людини і є передумовою всіх інших прав.

## Історія визнання права на життя людини

### На міжнародному рівні
До середини ХХ ст. міжнародне право взагалі не визнавало (окрім деяких спроб у цьому напрямку) того, що досить часто характеризувалось як основні, невід'ємні, природні права людини. Одним з перших документів, спрямованих на захист права на життя, є Статут Організації Об'єднаних Націй (26 червня 1945 р.), в якому передбачено, що однією з цілей цієї Організації є захист усіх основних прав людини. До цих основних прав належить насамперед право на життя. Це можна зрозуміти з тексту Загальної декларації прав людини від 10 грудня 1948 р., яка на сьогодні є найавторитетнішим тлумаченням Статуту ООН щодо змісту словосполучення «основні права людини».
У статті 6 Міжнародного пакту про громадянські та політичні права від 16 грудня 1966 р. право на життя визначається як невід'ємне право кожної людини, яке охороняється законом, і якого ніхто не може бути свавільно позбавлений. Захист цього права передбачає необхідність скасування страти у всіх державах.

### На регіональному (європейському) рівні
Важливим документом про права людини є Конвенція про захист прав людини і основоположних свобод від 4 листопада 1950 р. В статті 2 Конвенції йдеться про право на життя, що вказує на визнання важливості цього права порівняно з іншими правами людини..
Європейський суд з прав людини (рішення якого є обов'язковими) при тлумаченні обов'язків держави згідно зі ст. 2 Конвенції поділяє їх на негативні та позитивні.
Під негативними обов'язками держави розуміють обов'язок не перешкоджати в реалізації права, у цьому разі — не позбавляти життя. Протягом тривалого часу в аспекті ст. 2 право на життя розглядалося як питання про обставини, за яких застосування представниками держави примусу, що призводить до смерті людини, є виправданим.
За загальним правилом застосування сили, у тому числі вогнепальної зброї, навіть з метою забезпечення правопорядку, становлять грубе порушення права на життя. Проте можуть існувати ситуації, коли застосування сили визнається виправданим, оскільки було «виключно необхідним». Ці ситуації стосуються самооборони або захисту інших осіб від незаконного насильства; арешту або запобігання втечі особи під час затримання на законних підставах; правомірного придушення заворушення або повстання.
Важливою гарантією виконання державою її негативних зобов'язань є заборона смертної кари.
28 квітня 1983 р. було прийнято Протокол № 6 до Конвенції про захист прав людини і основоположних свобод — Протокол щодо скасування смертної кари. У преамбулі цього документа вказано, що він був прийнятий з огляду на те, що розвиток подій у державах-членах Ради Європи відображає загальну тенденцію до скасування смертної кари. Стаття 1 Протоколу № 6 проголошує скасування смертної кари. Нікого не може бути засуджено до такого покарання або страчено. Відповідно до ст. 2 Протоколу, держава може передбачити у своєму законодавстві смертну кару за діяння, вчинені під час війни або неминучої загрози війни; таке покарання застосовується лише у випадках, передбачених законом і згідно з його положеннями.
Під позитивними обов'язками держави з реалізації права на життя розуміється зобов'язання держави створювати належні умови для реалізації цього права. Як порушення позитивних зобов'язань держави у цій сфері розглядають неефективну діяльність системи охорони здоров'я. У світовій практиці є різноманітні приклади контролю над ефективністю системи охорони здоров'я. Наприклад, у Великій Британії діє омбудсман з прав людини та охорони здоров'я; в Італії працює Трибунал із захисту прав пацієнтів, представники якого є в усіх регіонах країни; у США, де, крім комісій з етики, куди входять лікарі, юристи, представники страхових компаній, права пацієнтів відстоює безліч громадських організацій.
Під час екстрадиції, виходячи із завдання держав охороняти права та свободи осіб, які перебувають під їх юрисдикцією, держава, яка видає особу, зобов'язана пересвідчитись, що права цієї особи, гарантовані Конвенцією, не будуть порушені запитуючою країною, навіть якщо ця країна не є учасником Конвенції. Це також стосується загрози застосування до екстрадованої особи смертної кари або нелюдського чи такого, що принижує гідність, поводження. У цих випадках Суд констатує порушення положень Конвенції саме з боку держави, яка здійснила видачу особи. Тому дуже важливо для компетентних органів запитуваної держави пересвідчитись у тому, що з боку запитуючої сторони до екстрадованої особи не буде застосовано жодних дій, які порушують її права за Конвенцією.
Частиною позитивних обов'язків держави також є інформування населення про ризик та процесуальні обов'язки, що стосуються ретроспективного розслідування будь-якого насильницького позбавлення життя.

### У національному правопорядку державних утворень на території України
Перші законодавчі акти Української Народної Республіки (УНР):«Статут про державний устрій, права і вольності Української Народної Республіки (Конституція УНР)», ухвалена 29 квітня 1918 р. Центральною Радою, Конституція УСРР, прийнята 14 березня 1919 р. ІІІ Всеукраїнським з'їздом Рад робітничих, селянських і червоноармійських депутатів, розділів про права людини чи громадян не містять.
У той же час Конституція УНР закріплювала, що «громадянин УНР і ніхто інший на території її не може бути покараний смертю, ані відданий яким-небудь карам по тілу, або іншим актам, які понижують людську гідність…».
Аналіз кримінального законодавства радянського періоду історії України свідчить про відсутність розробленої та визнаної концепції права на життя і вирішення питання смертної кари.
30 січня 1937 р. була прийнята Конституція УРСР, в Розділі Х «Основні права й обов'язки громадян» з'явилася ст. 126 : «Громадянам УРСР забезпечується недоторканність особи».У Конституції 1978 р. також з'явився новий розділ «Держава і особа», в якому глава 6 мала назву «Основні права, свободи і обов'язки громадян Української РСР». Стосовно права на життя Конституція 1978 р. повторювала текст Конституції УРСР 1937 р. Проте, закріплення такого положення звучало як нонсенс, бо саме в цей час між буквою закону і практикою його застосування була нездоланна прірва.
Аналіз суспільно-правової практики України радянських часів свідчить про те, що перешкодами для здійснення декларативно-гуманістичних конституційних положень були не тільки численні порушення прав людини з боку державних (власне — партійних) органів, а й низький рівень правової свідомості, «культура мовчазної більшості». Сучасним наслідком тоталітарного минулого є «стан ціннісно-нормативного вакууму» в суспільстві, який має бути заповнений оновленим розумінням сутності права взагалі і прав людини як ціннісних орієнтирів зокрема.
Лише Конституція України 1996 р. визнає людину, її життя та здоров'я, честь і гідність, недоторканність і безпеку найвищою соціальною цінністю (ст. 3). А ст. 27 закріплює положення: «Кожна людина має невід'ємне право на життя. Ніхто не може бути свавільно позбавлений життя. Обов'язок держави — захищати життя людини», що є свідченням вибору Україною європейських природно-правових цінностей.
Після вступу України до Ради Європи виконання смертних вироків спочатку було призупинено «де-факто», але суди продовжували їх виносити. Лише з прийняттям нового КК України, який набрав чинності з 1 вересня 2001 року, смертна кара як вид покарання остаточно зникла. В Рішенні Конституційного Суду України від 29 грудня 1999 року наголошується, що «Конституція країни не містить будь-яких положень про можливість застосування смертної кари як винятку з положення статті 27 Конституції України про невід'ємне право на життя кожної людини».

## Зміст права на життя
Право на життя — надзвичайно об'ємне поняття. Законодавство вводить цілу низку додаткових повноважень фізичної особи, об'єднуючи їх під загальним поняттям «право на життя». За текстом Основного Закону можна визначити зміст права на життя, що включає:
по-перше, правомірну діяльність суб'єктів права (ніхто не може бути свавільно позбавлений життя, а праву на життя кореспондує обов'язок держави та інших суб'єктів права визнавати та не порушувати його);
по-друге, здійснення права на життя є реальною можливістю для людини вимагати від держави виконувати свій обов'язок — захищати життя людини (ця можливість реалізується через обов'язок держави криміналізувати вбивство та відмовитися від смертної кари як засобу кримінального покарання);
по-третє, кожен має право захищати своє життя і здоров'я, життя і здоров'я інших людей від протиправних посягань (засобом реалізації цих конституційних положень є існування можливості необхідної оборони та крайньої необхідності).
Аналізуючи цивільно-правову природу права на життя, це право, як і усі особисті немайнові права фізичної особи, відповідно до ст. 269 ЦК України, є невід'ємним від носія, позбавленим економічного змісту, виникає в особи з моменту народження чи іншого моменту, що прямо передбачений законом, а також належить їй довічно. Відсутність економічного змісту цього права означає, що його, на відміну від майнових прав особи, не можна виразити в грошовому еквіваленті..
Відповідно до ЦК України до змісту права на життя відносяться такі елементи:
1. заборона позбавлення життя фізичної особи;
2. захист свого життя і здоров'я та інших осіб від протиправних посягань не забороненими законом засобами;
3. неможливість проведення медичних, наукових та інших дослідів щодо неповнолітньої, недієздатної особи чи без її вільної згоди;
4. заборона задоволення прохання фізичної особи про припинення її життя;
5. недозволенність стерилізації щодо неповнолітньої особи та особлива вимога щодо порядку стерилізації недієздатної особи;
6. визначений порядок проведення операцій по штучному перериванню вагітності, штучного запліднення та перенесення зародка в організм жінки.

Також, відповідно до ЦК України, Сімейного кодексу України, Основ законодавства України про охорону здоров'я, у структурі права на життя можна виділити групу репродуктивно-генетичних прав :
- право на материнство (ст. 49 СК);
- право на батьківство (ст. 50 СК);
- право на штучне запліднення (ст. 123 СК, ч. 7 ст. 281 ЦК, ст. 48 Основ);
- право на імплантацію (перенесення в організм) зародка (ст. 123 СК, ч. 7 ст. 281 ЦК, ст. 48 Основ);
- право на штучне переривання вагітності (ч. 6 ст. 281 ЦК, ст. 50 Основ);
- право на стерилізацію (ч. 5 ст. 281 ЦК, ст. 49 Основ);
- право на корекцію (зміну) статевої належності (ст. 51 Основ).

Враховуючи можливі результати досягнень біології, до цієї групи прав доцільно віднести також право на генно-інженерне відтворення людини та право на клонування.
До змісту групи права на власне життя можна віднести право на захист життя та право на позбавлення життя іншої людини. До змісту права на власне життя входять можливість захисту власного життя від протиправних посягань (ч. 2 ст. 281 ЦК) та право на усунення загрози життю (ст. 282 ЦК), а також обов'язок забезпечення належного життєвого рівня, необхідного для підтримки біологічного життя людини (ст. 48 Конституції України).
До змісту права на позбавлення життя іншої особи входить надання такої можливості для захисту власного життя, а також життя іншої особи. У законодавстві не наведені випадки можливості позбавлення життя іншої особи, але достатній їх перелік становлять випадки захисту від протиправного посягання, здійснення законного затримання підозрюваної, обвинуваченої особи або підсудного, затримання або попередження втечі особи, яка на законних підставах перебуває під вартою, для припинення та ліквідації бунту, повстання, а також в умовах воєнного часу (під час ведення бойових дій). До цієї групи необхідно також віднести заборону активної та пасивної евтаназії (прохання фізичної особи про припинення її життя (ч. 4 ст. 281 ЦК України, ч. 3 ст. 52 Основ).

## Часові межі права на життя

### Момент виникнення права на життя
Складність визначення моменту виникнення права на життя полягає в тому, що народження є тривалим процесом, кожний елемент якого може бути розцінений як початок людського існування..
Кожна країна визначає момент виникнення права на життя по-своєму. Наприклад, у Франції життя людини захищається державними законами через 10 днів після зачаття, а в Данії — після 12 тижнів, в Швеції — 20. В Японії, як і в багатьох країнах, життя юридично захищено лише після народження..
У юридичній науці існує декілька позицій щодо виникнення права на життя:
1. момент визнання плоду життєздатним;
2. момент запліднення;
3. момент початку фізіологічних пологів.

Згідно з Великою медичною енциклопедією життєздатним вважається немовля семимісячного внутрішньоутробного розвитку, довжина тіла якого не менше 35 сантиметрів, вага не менше 1 кілограма посилання.
У ст. 1 Конвенції про права дитини (далі в тексті — Конвенція), 1989 р., визначено, що дитиною є кожна людська істота до досягнення нею 18-річного віку, якщо за законом, застосовуваним до даної особи, вона не досягає повноліття раніше. Припускається, що під це визначення потрапляє ще не народжена дитина. Дотримуючись ст. 6 Конвенції, держави-члени можуть визнати, що кожна дитина має невід'ємне право на життя і забезпечити в максимально можливій мірі виживання і здоровий розвиток дитини. Визначення «дитини», закріплене в Конвенції дає можливість різного тлумачення моменту виникнення прав в залежності від того, якої концепції про початок життя держави дотримуються. При підписанні та ратифікації Конвенції деякі держави зробили заяву з приводу тлумачення її положень стосовно питання про початок життя. Наприклад, Аргентина зробила застереження про те, що ст. 1 «тлумачиться нею в світлі того, що термін „дитина“ означає людська істота з моменту зачаття до досягнення вісімнадцятирічного віку».
Українське законодавство визнає права дитини від моменту народження (п. 2 ст. 25 Цивільного Кодексу) із застереженням про те, що в рамках закону в окремих випадках держава охороняє права зачатої, але ще не народженої дитини. Більшість держав взагалі не зробили ніяких заяв чи застережень, відзначивши, що при тлумаченні преамбули, статей 1 і 6 Конвенції, вони будуть дотримуватися положень свого національного законодавства. Таким чином, Конвенція про права дитини не містить положень, які прямо зобов'язують держав гарантувати життя ще не народженій дитині.
З точки зору національного законодавства України новий організм, що розвивається в тілі жінки, дитиною до моменту свого народження не вважається. Він — частина організму жінки. Цю думку можна підтвердити ч. 6 ст. 281 Цивільного кодексу України та ст. 50 Основ законодавства України про охорону здоров'я, де передбачено, що штучне переривання вагітності може бути проведене за бажанням жінки при вагітності строком не більше 12 тижнів, а в окремих випадках, встановлених законодавством, — при вагітності від 12 до 22 тижнів.
Відповідно до наказу МОЗ України від 20 липня 2006 р. № 508 була затверджена «Інструкція про порядок проведення операції штучного переривання вагітності», якою суворо заборонено переривати вагітність після 22 тижнів за будь-яких умов, обставин і ситуацій. Медицина визначає цей момент (22 тижні вагітності) умовною лінією, з якої плід варто називати дитиною.
Закон України «Про охорону дитинства» в ст. 6 говорить, що «кожна дитина має право на життя з моменту визначення її живонародженою та життєздатною за критеріями Всесвітньої організації охорони здоров'я». Відповідно до низки правових норм України, в деяких випадках життя і тілесна недоторканність ембріона виступає як об'єкт, що охороняється кримінальним, цивільним та іншими галузями права.
Під процесом народження вважається проміжок часу між початком фізіологічних пологів і моментом самостійного дихання людини, а, отже, це і є початком права на життя.
Початковим моментом виникнення права на життя вважається початок фізіологічних пологів для українського кримінального законодавства при кваліфікації злочинів проти життя особи . Посягання на плід після початку родового процесу є посяганням на право людини на життя. Не має значення, що дитина, яка народжується, ще не розпочала самостійного позаутробного життя і навіть не відділилась від утроби матері. Посягання на плід, що відділився від утроби матері внаслідок пологового процесу (незалежно від його життєздатності), є посяганням на право на життя..

### Момент закінчення права на життя
Кінцевим моментом права на життя вважається біологічна смерть, тобто момент, коли внаслідок припинення роботи серця відбулися необоротні процеси розпаду клітин центральної нервової системи.
Згідно з розділом І «Інструкції щодо констатації смерті людини на підставі смерті мозку», затвердженої наказом Міністерства охорони здоров'я України від 25 вересня 2000 р. № 226, «смерть мозку — повне та незворотне припинення всіх його функцій, які реєструються при серці, що працює, та примусовій вентиляції легенів». Смерть мозку прирівнюється до смерті людини. Рішучим для констатації смерті мозку є поєднання факту припинення функцій всього головного мозку з доказом незворотності цього припинення. Право на встановлення діагнозу смерті мозку дає наявність точної інформації щодо причин і механізмів цього стану".
Від біологічної смерті відрізняють клінічну, коли, незважаючи на припинення дихання і серцебиття, протягом дуже короткого часу життя в організмі не припиняється і його життєздатні функції можуть бути відновлені.